# Aguiaria
Aguiaria je monotipski biljni rod iz porodice sljezovki, smješten u potporodicu Bombacoideae. Jedina vrsta je sjevernobrazilski endem A. excelsa.